# Carlstads Stifts-Tidningar
Carlstads Stifts-Tidningar var en månadstidning utgiven från maj 1785 till april 1787 och maj 1788 till december 1804.
Tidningsutgivare var konsistorienotarien Georg Norström från maj 1785 till april 1787 april. Tidningen hade ett uppehåll men började åter ges ut i maj 1788 med biträde av konsistorienotarien Per Alstedt t. o. m. 1 maj 1789. Sedan var utgivaren lektor Magnus Eurén, vilken ensam fortsatte att ge ut tidningen till 1794, då en särskild stiftstidning ansågs överflödig, sedan prästmötets beslut i Carlstad1794 att alla stiftsnyheter skulle införas från och med 1795 års början i Carlstads Stifts- och Stads-Tidningar. Då detta upphörde började Carlstads Stifts Tidningar att ges ut på nytt år 1806.
Carlstads Stifts-Tidningar, utgiven från den 25 februari 1806 till april 1808 i Carlstad.
Utgivare var nu E. Höijer, vilken den 7 maj 1805 erhöll privilegium på Carlstads Stifts-Tidningar,  konsistorienotarie var under denna tid Per Alstedt, som den 1 maj 1808 tillträdde som pastor i Wäse härads pastorat. Sedan tidningen upphört med dubbelhäftet för mars och april 1808, utkom inte Stifts-Tidningar i Carlstad förr än 1831.
Tidningen kom ut en gång i månaden med 4 sidor i oktav-format 14,6 till 15 x 8,5 cm med ett prenumerationspris på 16 skilling specie per år. Tidningen trycktes i Carlstad av Erik Widblad1785 till maj 1794 och sedan av Johan Laurentius Horrn junior från juni 1794 till december 1794. Tidningen trycktes med antikva.
Från 1806 kom tidningen en gång i månaden med 4 sidor i oktavformat 14 x 8,2 med totalt 48 sidor 1806 och 1807  samt 16 sidor 1808. Kostnaden var dessa år 24 skilling per år. E Höijer tryckte tidningen1806 till 18088 med antikva som typsnitt.